# Casa delle Aie
La Casa delle Aie è un edificio tardo settecentesco costruito nel 1790 sulla base del progetto dell’architetto Camillo Morigia su richiesta del Comune di Cervia.
All’epoca l'edificio era adibito ad uffici dei fattori della pineta e dell’affittuario, a magazzino e a dormitori delle donne e dei pignaroli. Mantenne queste funzioni fino al 1917, poi fu abbandonata e nella seconda metà del ‘900 divenne sede di una associazione culturale e di un ristorante di cucina tipica romagnola.

## La progettazione e l'uso originario
La Casa delle Aie era stata progettata dall’architetto ravennate Camillo Morigia, nel 1790 su incarico del Comune di Cervia per sostituire la precedente “Casa delle Aie” distrutta da un incendio. 
La prima attestazione precisa sulla Casa delle Aie infatti risale al 1777, su progetto del mastro Girolamo Rossi: era l’edificio comunale al servizio della pineta, che negli anni precedenti la prima guerra mondiale si estendeva dal mare Adriatico fino alla Statale Adriatica. L'incendio del 1789 la rese inutilizzabile. Per norma contrattuale firmata dagli Anziani del Comune furono chiamati a riedificare lo stabile allo stato dell’arte, affidandosi al Morigia. 
Il fabbricato di due piani si caratterizza tuttora per avere un portico largo e attraversante al piano terreno, da tre aie pavimentate (da qui il nome), che servivano per la lavorazione delle pigne raccolte in pineta affinché si aprissero e consegnassero i pinoli. Il porticato, poi, univa il corpo della Casa, composta dalla “Camera del Fuoco”, lo spazio centrale dove venivano portate le pigne che non si erano dischiuse col calore del sole: con l’alta temperatura del fuoco era possibile riuscirci. Sempre all’interno, attorno alla Camera, vi erano stanze adibite a dormitorio per i pignaroli e a magazzino. Al primo piano sopra il Portico vi era il dormitorio delle donne, aventi ai lati due stanze, una per il fattore dell'affittuario e l'altra per il fattore del Comune. 
Alla fine della Prima Guerra Mondiale, con la drastica riduzione di superficie della pineta, la Casa delle Aie restò isolata, perdendo la sua funzione primaria e diventò boaria, con stalle, magazzini e alloggio della famiglia del boaro, affittato dal Comune alla Cooperativa Braccianti di Cervia. In questo periodo l'edificio venne ristrutturato per adeguarsi alla nuova funzione: la “camera del fuoco” fu suddivisa nei due piani e in parte occupata dalla nuova scala interna, fu demolita la cappa e l'alto camino centrale. Venne inoltre costruita in adiacenza, sul retro una grande stalla. Con l’introduzione delle macchine agricole, che portò ad una riduzione del lavoro dell’uomo, la Casa diventò inutile all’Azienda e divenne perciò dapprima un magazzino generico, in cui stivare ogni genere di cose, inoltre servì come fucina e anno dopo anno, senza alcuna manutenzione, si avviò verso il degrado e poi l'abbandono.

## Il recupero negli anni '60 del '900
La Casa delle Aie fu salvata da un gruppo di volontari prima che il totale disfacimento fosse troppo avanzato, evitando la sua completa distruzione. Nella prima metà degli anni Sessanta infatti la Società “Amici dell’Arte”, sentiva la necessità di avere una propria sede permanente. È nel 1966 che si rivolsero al Comune di Cervia per ottenere in concessione d’uso il rudere, con esito favorevole, grazie alla figura di Aldo Ascione, motore trainante e socio dell’associazione che fornì in maniera volontaria manovali, falegnami, imbianchini per dar vita al progetto comune. Ci fu un continuo susseguirsi di iniziative di restauro e di adeguamento, reperiti mobili e attrezzature che ha permesso la trasformazione della stalla in sala ristorante, i servizi igienici all’esterno, nel retro della Casa sono stati organizzati i servizi elettrici interni ed esterni, ristrutturati i servizi di cucina e cantina. Si è passato quindi dall’essere un circolo culturale ad essere una regolare attività di ristorazione.
Ad oggi l’associazione è diretta da un Consiglio di amministrazione democraticamente eletto, che ha trasformato la Casa delle Aie in un centro romagnolo di cultura, in un ambiente dove si svolge un’attività di ristorazione tipicamente romagnola: in sostanza un complesso di trattenimento culturale.